# Adult Contemporary
Чарт Adult Contemporary публікується щотижня журналом Billboard і містить список найпопулярніших пісень на сучасних радіостанціях для дорослих у Сполучених Штатах. 
Чарт дебютував у журналі Billboard 17 липня 1961 року. Протягом багатьох років він змінював назви, називаючись Easy Listening (1961—1962; 1965—1979), Middle-Road Singles (1962—1964), Pop-Standard Singles (1964—1965), Hot Adult Contemporary (1984—1996) і Adult Contemporary (1979—1984, з 1996 року).

## Історія хіт-параду
Чарт Billboard Easy Listening — саме такою була його оригінальна назва — був створений, бо деякі радіостанції наприкінці 1950-х і на початку 1960-х років продовжували відтворювати поточні хіти, але хотіли відрізнятися від звичайних «рок-н-рольних» станціяй. В журналі Billboard виходили статті про цю тенденцію, і редакція журналувирішила опублікувати окремий чарт для цих пісень. Починаючи з 9 січня 1961 року, журнал публікував рекомендовані зразки «легкої музики» у вільній формі, а в липні вперше з'явилася пронумерована таблиця. Першою піснею № 1 у чарті Billboard Easy Listening стала «The Boll Weevil Song» Брука Бентона.
З 1961 по 1965 рік цей чарт був похідним від Billboard Hot 100, з якого вилучалися пісні, які журнал вважав рок-н-рольними, і відповідно змінювалися порядкові номери. В іншому провідному журналі Record World дотримувався тих самих критеріїв, створюючи власний «не-роковий» чарт з 1967 по 1971 рік. Починаючи з 1965 року, чарт Easy Listening стали створювати за методом, подібним до того, який використовувався для інших чартів синглів Billboard: від радіостанцій, що транслюють цей формат, надходили списки відтворення, а від магазинів звукозапису — дані про продажі.
Чарт був відомий під назвою Easy Listening до 1962 року, коли його було перейменовано на Middle-Road Singles. У 1964 році назву знову змінили, цього разу на Pop-Standard Singles. Easy Listening знову було обрано як назву чарту в 1965 році, коли відбулася зміна критеріїв відбору пісень. У квітні 1979 року хіт-парад Easy Listening офіційно став називатися Adult Contemporary, і з тих пір ці два слова в назві хіт-параду залишаються незмінними.